# Bur Sudan
Bur Sudan (arabisch بور سودان, DMG Būr Sūdān), Alternativschreibung Port Sudan (بورتسودان), ist die Hauptstadt des sudanesischen Bundesstaates al-Bahr al-ahmar am Roten Meer. Sie ist die wichtigste Hafenstadt des Landes und die größte Stadt außerhalb der Hauptstadtregion. Port Sudan liegt im Nordosten des Sudan rund 680 Kilometer von Khartum entfernt.

## Bevölkerung
Für die Stadt werden 579.942 Einwohner (Berechnung 2011) angegeben.

### Bevölkerungsentwicklung
| Jahr              | Einwohner |
| ----------------- | --------- |
| 1906 (k. A.)      | 4.289     |
| 1973 (Zensus)     | 132.632   |
| 1983 (Zensus)     | 209.938   |
| 1993 (Zensus)     | 305.385   |
| 2011 (Berechnung) | 579.942   |

Auf der Suche nach Arbeit sind Bedscha-Nomaden, die ursprünglichen Bewohner des Gebietes, in verschiedenen Stadtteilen um das Zentrum sesshaft geworden. Zu ihnen zählen Clans der Beni Amer, Hadendoa, Ammarar oder al-Nourab. Arabische Händler waren schon vor der ägyptischen Herrschaft im Land. Die jüngste Bevölkerungsgruppe in der Stadt sind Chinesen, die als Arbeiter und Ingenieure vor allem für die Erdölindustrie angeworben worden sind.

## Geschichte

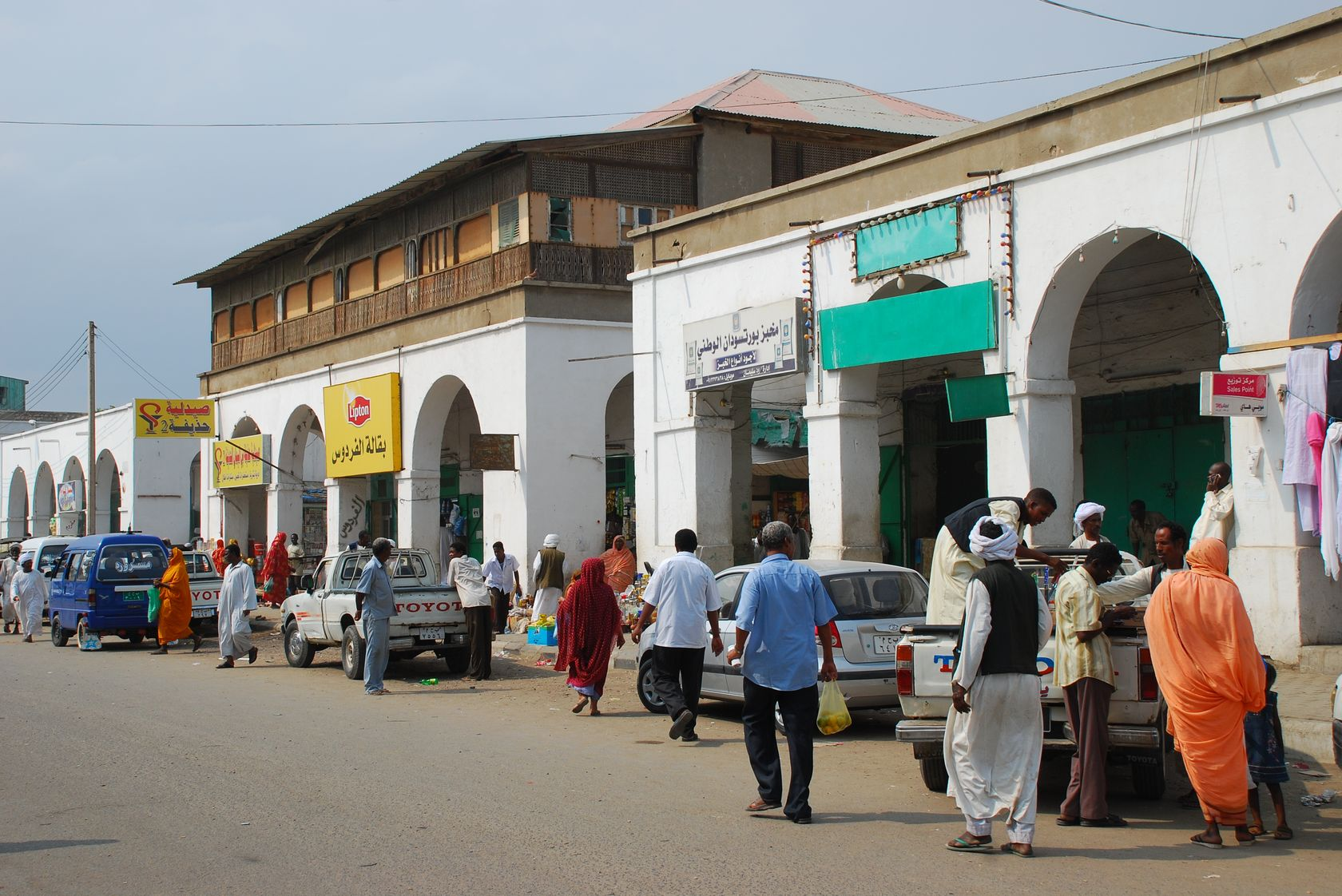
Koloniale Häuserzeile im Marktzentrum. Typische Rundbogenarkaden. Die feinen Holzverkleidungen, die an die früheren arabischen Handelshäuser von Suakin erinnern sollten, sind fast verschwunden

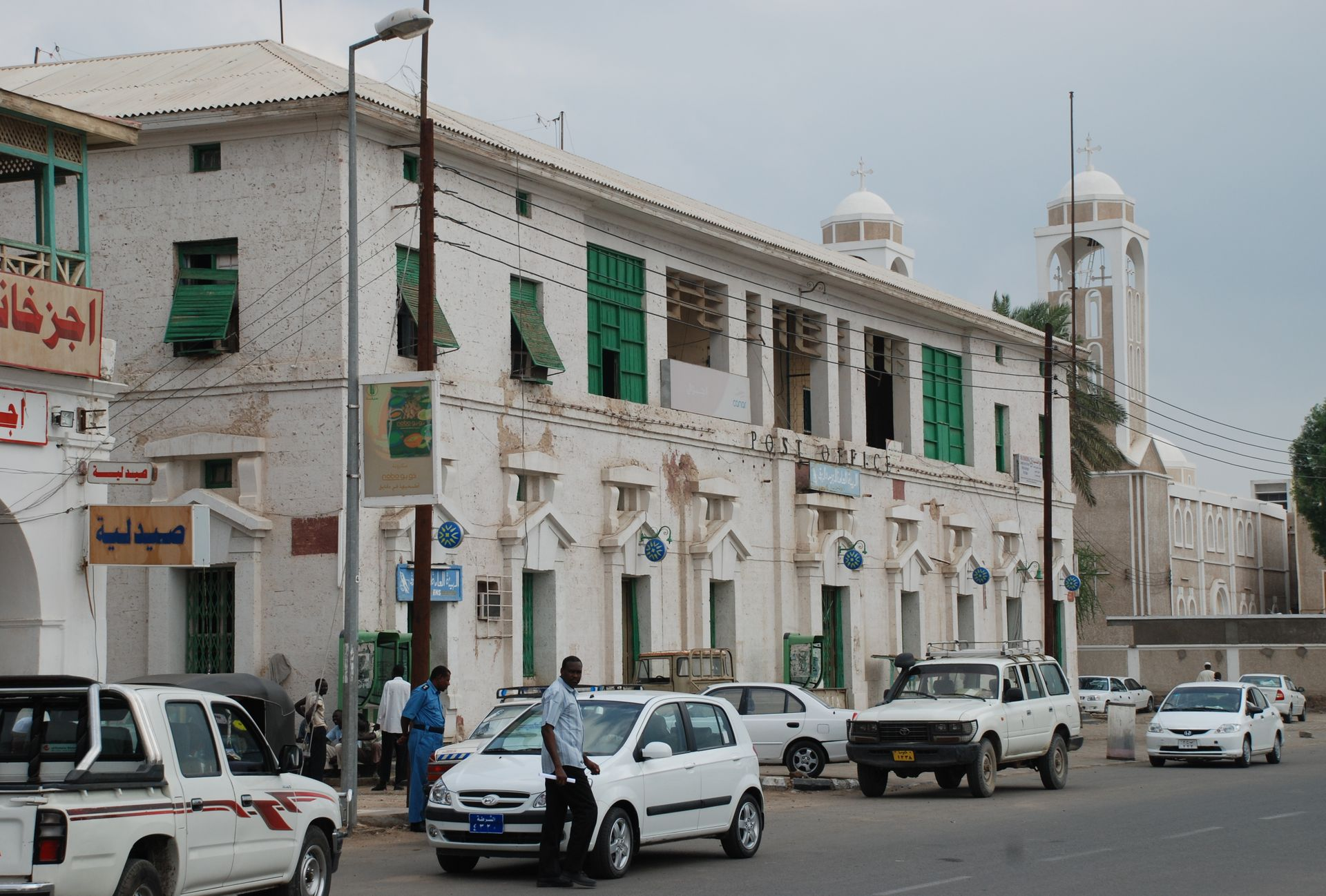
Englisches Hauptpostgebäude. Die ehemalige griechisch-orthodoxe Kirche dahinter, von griechischen Händlern Anfang des 20. Jahrhunderts erbaut, wurde zur koptischen Kirche umgewidmet

Die Entwicklung zu einer modernen Stadt begann Anfang des 20. Jahrhunderts, die Geschichte eines Hafenortes an dieser geschützten Stelle reicht weiter zurück. In Ptolemäus’ (um 100–175) Geografie-Atlas hieß der Ort Theo Soteiron. Der portugiesische Seefahrer Juan de Castro lieferte um 1540 eine wohlwollende Beschreibung des Tradate genannten Seehafens nördlich von Suakin. De Castros Beschreibung von Tradate wird Anfang 19. Jahrhundert mit dem Grabmal des islamischen Gelehrten Marsa Sheikh Barghut (oder Baraud) in Verbindung gebracht. Er wurde in einem Kuppelbau (Qubba) als Schutzheiliger der Matrosen verehrt. Der ganze Ort wurde auch jahrhundertelang mit dem Namen des Heiligen bezeichnet.
Unter Lord Cromer, dem ersten britischen Generalkonsul von Ägypten, wurde um 1900 der Ausbau zu einem modernen Hafen und die Umbenennung in Port Sudan beschlossen. 1906 wurde eine Bahnlinie eröffnet, die vom Hafen westwärts durch die Wüste nach Atbara führte, wo sie an die bestehende Strecke von Wadi Halfa nach Khartum anschloss. Die Bahnlinie endete im 60 Kilometer südlich gelegenen Suakin, das als Hafenstadt bald aufgegeben wurde. In diesem Jahr hatte Port Sudan 4289 Einwohner. Die Verladeeinrichtungen, wozu elektrische Kräne gehörten, waren bis 1909 fertiggestellt. Eingeführt wurden Baumwollstoffe aus Indien, Bauholz und Zement. Ausfuhrgüter waren Gummi arabicum, Rohbaumwolle, Hirse, Sesam, Tierhäute und Kaffee aus Äthiopien.
Während des Zweiten Weltkriegs hatte Port Sudan strategische Bedeutung. Im Frühjahr 1941 besiegten Engländer die letzten italienischen Kriegsschiffe bei einem Seegefecht vor der Küste. Nach der Unabhängigkeit Sudans 1956 wurde etwas Industrie angesiedelt: eine Reifenfabrik, Getreidemühle und ab 1964 eine Ölraffinerie.
Seit 2017 verfolgt Russland den Plan, hier einen Marinestützpunkt zu errichten; im Februar 2025 wurde eine entsprechende Einigung mit der sudanesischen Regierung bekannt.

## Klima
|                       | Jan  | Feb  | Mär  | Apr  | Mai  | Jun  | Jul  | Aug  | Sep  | Okt  | Nov  | Dez  |   |      |
| Mittl. Tagesmax. (°C) | 26,6 | 26,9 | 28,5 | 31,8 | 35,4 | 38,4 | 40,7 | 40,4 | 37,9 | 33,8 | 30,9 | 28,3 | ⌀ | 33,3 |
| Mittl. Tagesmin. (°C) | 19,4 | 18,7 | 19,5 | 21,7 | 24,2 | 26,3 | 28,5 | 29,0 | 27,1 | 25,3 | 23,7 | 21,1 | ⌀ | 23,7 |
|                       |      |      |      |      |      |      |      |      |      |      |      |      |   |      |
| Niederschlag (mm)     | 5,7  | 0,2  | 0,9  | 9,0  | 0,7  | 0,5  | 2,8  | 0,9  | 0,0  | 25,7 | 25,8 | 11,8 | Σ | 84   |
|                       |      |      |      |      |      |      |      |      |      |      |      |      |   |      |
| Sonnenstunden (h/d)   | 6,3  | 8,1  | 9,1  | 10,2 | 10,4 | 9,5  | 8,8  | 9,3  | 9,4  | 9,6  | 7,5  | 6,9  | ⌀ | 8,8  |
|                       |      |      |      |      |      |      |      |      |      |      |      |      |   |      |
| Regentage (d)         | 0,6  | 0,2  | 0,2  | 0,6  | 0,2  | 0,2  | 0,5  | 0,3  | 0,5  | 2,0  | 2,6  | 1,1  | Σ | 9    |
|                       |      |      |      |      |      |      |      |      |      |      |      |      |   |      |
| Wassertemperatur (°C) | 26   | 25   | 25   | 27   | 29   | 29   | 30   | 30   | 30   | 29   | 27   | 27   | ⌀ | 27,9 |
|                       |      |      |      |      |      |      |      |      |      |      |      |      |   |      |
| Luftfeuchtigkeit (%)  | 69   | 70   | 69   | 65   | 58   | 50   | 49   | 50   | 60   | 72   | 72   | 71   | ⌀ | 62,9 |

| 19,4 |

| 18,7 |

| 19,5 |

| 21,7 |

| 24,2 |

| 26,3 |

| 28,5 |

| 29,0 |

| 27,1 |

| 25,3 |

| 23,7 |

| 21,1 |

| 19,4 |

| 18,7 |

| 19,5 |

| 21,7 |

| 24,2 |

| 26,3 |

| 28,5 |

| 29,0 |

| 27,1 |

| 25,3 |

| 23,7 |

| 21,1 |

## Stadtbild

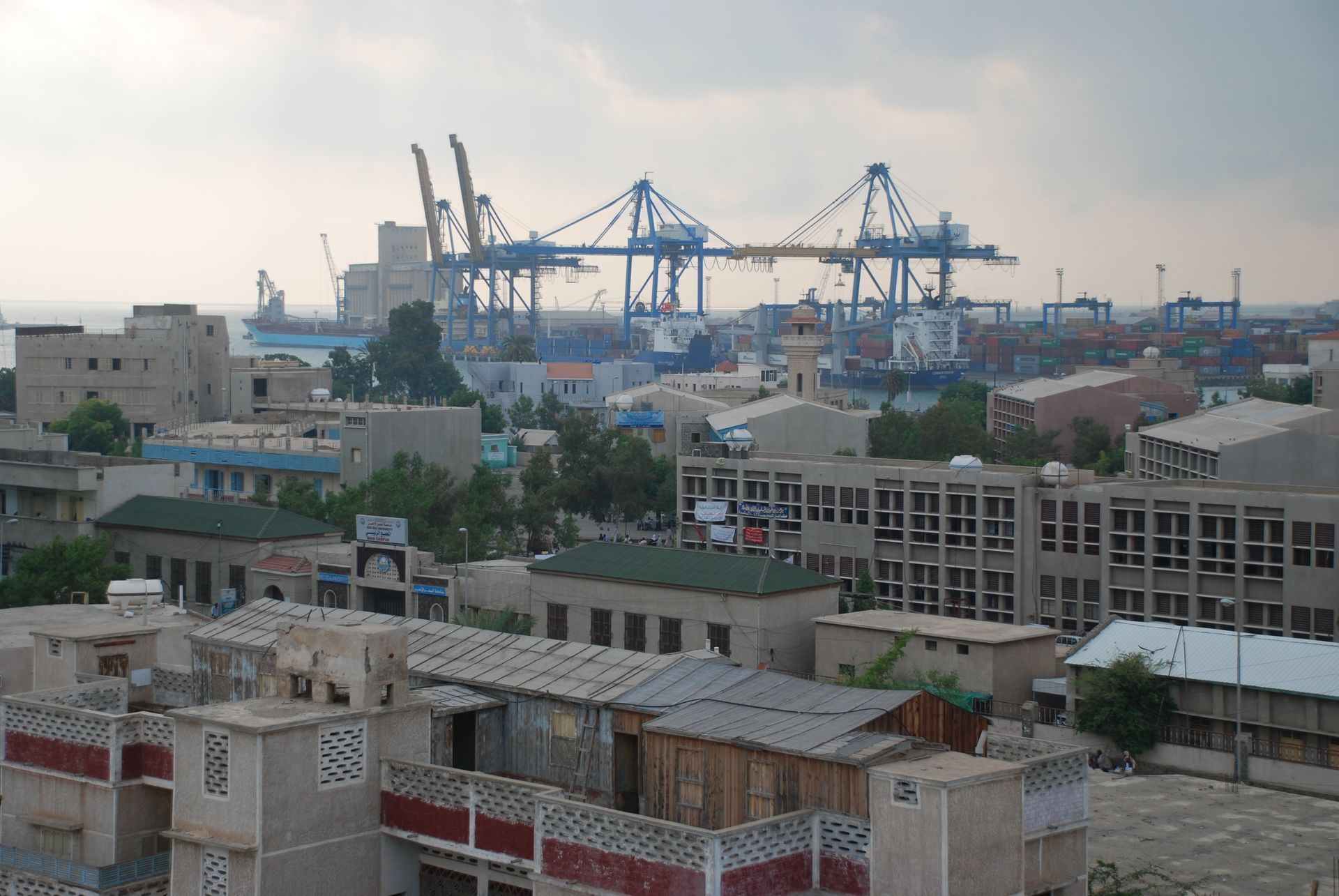
Stadtmitte Richtung Osten zum Haupthafen

Die Hafeneinfahrt ist durch eine breite Rinne im Korallenriff möglich. Dahinter zieht sich eine etwa fünf Kilometer lange natürliche Bucht landeinwärts, die zum Meer eine Landzunge eingrenzt, auf der die Kais des Containerhafens liegen. Dieser bildet die meerwärtige Silhouette für das gegenüberliegende Stadtzentrum. Das von den Engländern angelegte Geschäftszentrum mit zahlreichen Banken und Verwaltungsgebäuden orientiert sich um das koloniale Marktgeviert mit Rundbogenarkaden an zweistöckigen Gebäudezeilen, die hier vollständiger erhalten sind als in anderen sudanesischen Städten. Die „noble“ Gegend liegt im Osten des Marktes Richtung Hafen. Nördlich des Zentrums überqueren eine Straßen- und eine Eisenbahnbrücke die Hafenbucht und führen in ein Industriegebiet mit Lagerhäusern, Güterbahnhof und zum kleinen Fischerhafen am Meer. Im Westen wächst über mehrere Kilometer das riesige Slumgebiet Deim Arab, in dem Bedscha Kleinhandwerk (Holzverarbeitung, Fahrzeugreparatur) betreiben. Deim Suakin ist ein einfaches, kompaktes Wohn- und Gewerbegebiet im Süden. Ein weiter Ring einfacher Wohnviertel (Deim) hat sich in allen Richtungen auf wüstem Land gebildet. Eine geplante Infrastruktur (Elektrizität, Abwasserleitungen) ist hier nicht vorhanden. Bei Regenfällen, die in den Sommermonaten, gelegentlich auch im Dezember fallen, kann es besonders in den Slumgebieten zu Überschwemmungen kommen.
Entlang der Küste südlich der Stadt, wo auf einem Stadtplan von 1982 noch „Salzgewinnung“ eingetragen war, reihen sich Tanklager der ölverarbeitenden Industrie.
Das Stadion von Bur Sudan liegt in der Stadtmitte.

## Wirtschaft

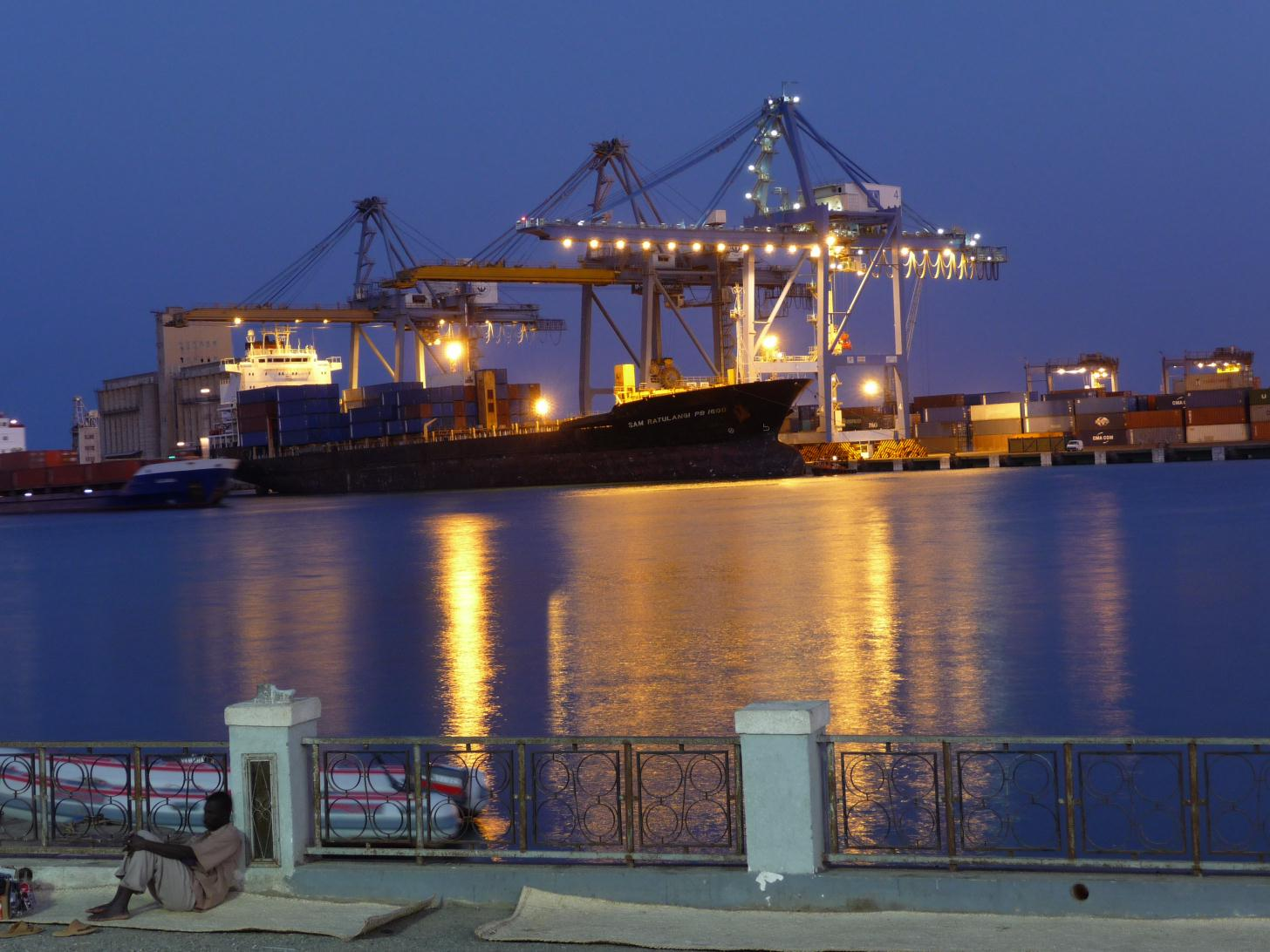
Container-Verladehafen. Kulisse der abendlichen Flaniermeile

1964 nahm in Port Sudan die erste Erdölraffinerie des Landes ihren Betrieb auf. Sie war im Besitz der Firmen Shell und BP (Sudan) Ltd. und verfügte anfangs über eine Verarbeitungskapazität von 20.000 Barrel pro Tag (b/d), die Anfang der 1970er Jahre auf 25.000 b/d erweitert wurde. 1981 erfolgte die Gründung der White Nile Petroleum Company (WNPC), an der die sudanesische Regierung, die Chevron Overseas Petroleum Corporation, Shell und Arab Petroleum Investments Corporation beteiligt waren, um eine 1420 Kilometer lange Pipeline für Rohöl aus dem Fördergebiet Heglig über Kosti bis zu einem neuen Terminal südlich von Port Sudan zu bauen. Dieses Vorhaben wurde im März 1984 nach Angriffen der SPLA auf die Ölfelder aufgegeben, ebenso konnten weitere Probebohrungen, die Ende der 1980er Jahre geplant waren, wegen des anhaltenden Bürgerkriegs im Südsudan nicht durchgeführt werden.
1990 erklärte Iran seine Unterstützung für Sudan, die politischen und wirtschaftlichen Beziehungen zu westlichen Ländern waren auf dem Tiefpunkt. So wurde die Pipeline zum Heglig-Ölfeld erst 1999 fertiggestellt. Im August 1999 wurde die erste Schiffsladung Rohöl von einem neuen Terminal im Hafen Bashair, 25 Kilometer südlich von Port Sudan, nach Singapur exportiert. Anfang 2000 waren 15 Millionen Barrel Rohöl verschifft.

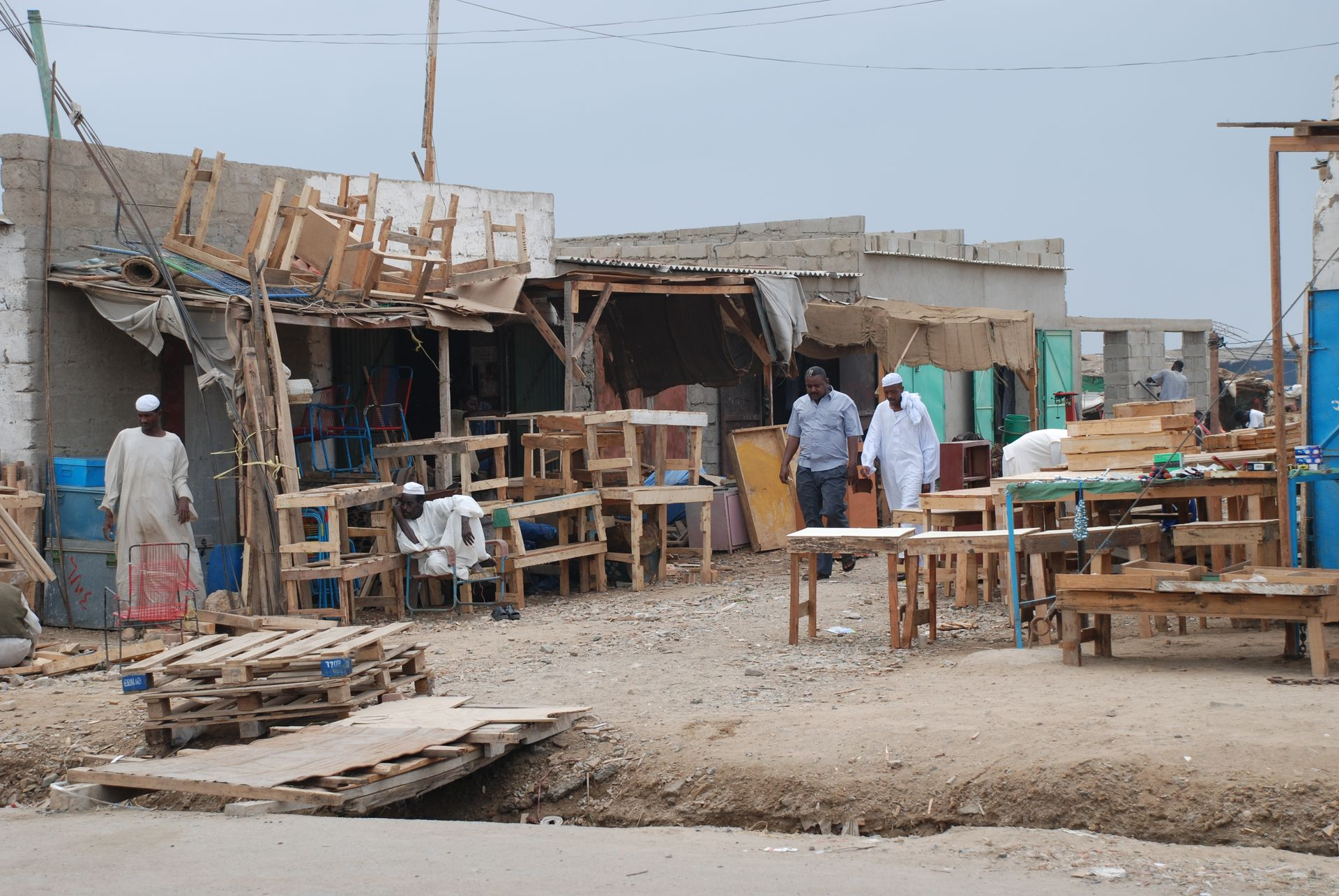
An der informellen Siedlung Deim Arab ist der wirtschaftliche Aufschwung durch den Erdölexport bisher vorbeigegangen. Hier dominieren Kleinhandwerk und lokaler Handel

2006 betrug die Rohölproduktion 414.000 b/d. Alle Raffinerien im Land verfügten Anfang 2007 über eine Verarbeitungskapazität von 121.700 b/d. Die Raffinerie in Port Sudan ist mit einer Kapazität von durchschnittlich 21.700 b/d die kleinste. Die beiden anderen Raffinerien mit je 50.000 b/d (El Gily und Concorp) stehen bei Khartum. (Die Raffinerie von El Obeid ist hier nicht berücksichtigt.) Da die bis dahin bestehenden Raffinerien den Bedarf im Land nicht decken konnten, wurde im September 2005 mit Petronas ein Vertrag zum Bau einer neuen Raffinerie in Bashair bei Port Sudan abgeschlossen. Diese soll eine Kapazität von 100.000 b/d haben und 2009 fertig sein. Petronas und die sudanesische Regierung (Sudanese Ministery of Energy and Mining) sind eine Partnerschaft zu gleichen Teilen eingegangen.
Der Hafen wird seit 1974 von der staatlichen Sudan Ports Corporation verwaltet. Am 1663 Meter langen Nordkai stehen 11 Verladeplätze für allgemeine Fracht zur Verfügung, der Südkai ist 733 Meter lang und bietet vier Verladeplätze, darunter zwei Containerterminals. Bis 1980 war der Hafen hauptsächlich auf den Weitertransport per Bahn ausgerichtet, erst danach wurden für LKW Zufahrtsmöglichkeiten zur Verladung geschaffen. 2006 unterzeichnete die sudanesische Regierung einen Vertrag mit einem chinesischen Unternehmen zum weiteren Ausbau des Containerhafens. Es entstand mit chinesischer Hilfe der neue Containerterminal mit 3 Liegeplätzen, 4 Portalkränen und 8 RTGs (bereifte Portalkräne für das Containerlager). Der Terminal wird durch eine moderne Software gesteuert, die auch die Ortung der Containerpositionen und Geräte durch DGPS-Signale vorsieht. Die Umschlagskapazität des Containerterminals beläuft sich auf maximal 600.000 Containereinheiten. In der Zukunft rechnet die Hafenverwaltung damit, dass es verstärkt zu sogenannten Durchfrachtverkehren kommt, wobei gelöschte Container in Port Sudan nur zwischengelagert werden, um dann mit einem anderen Schiff zum Endhafen transportiert zu werden.

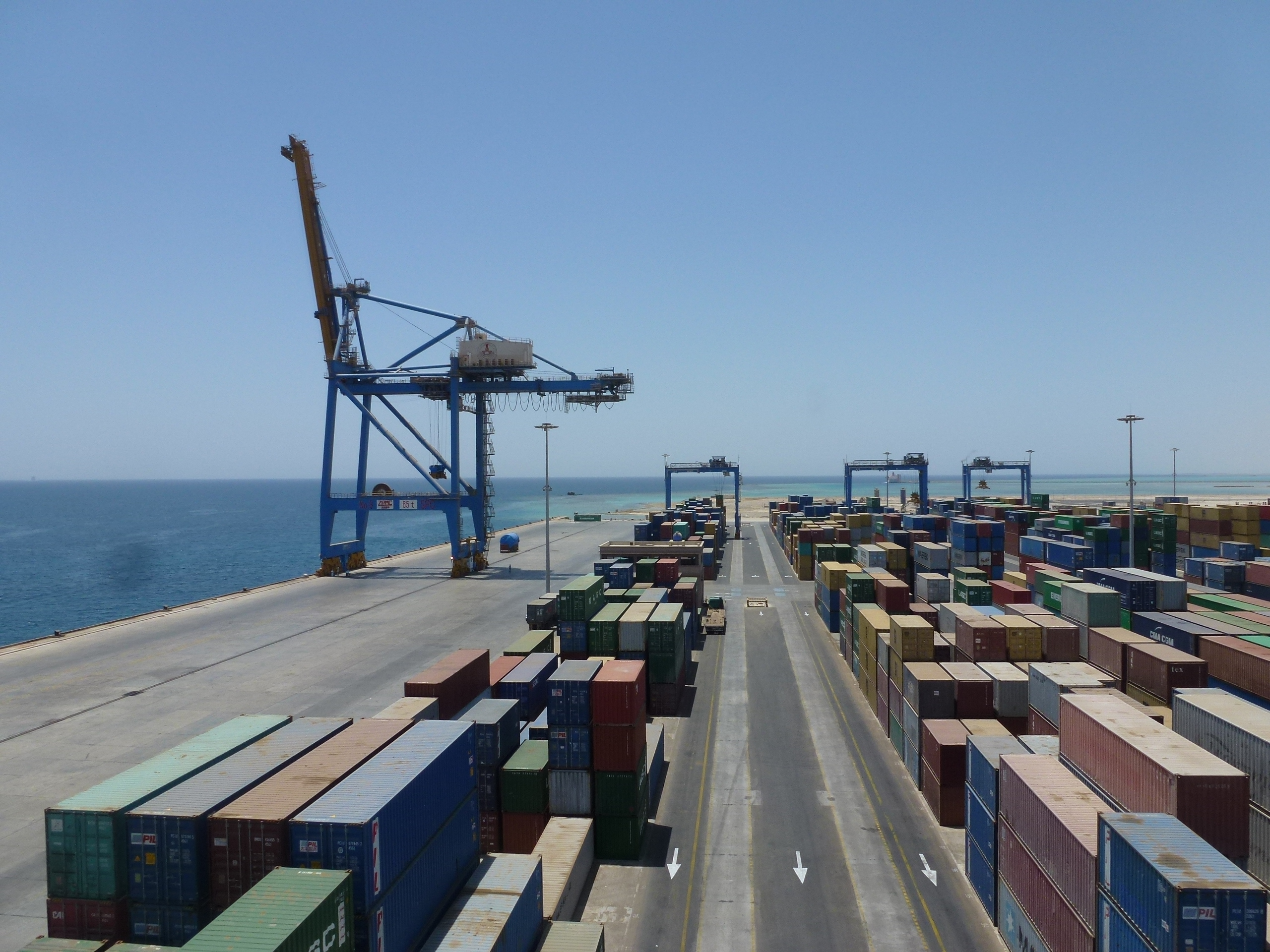
Neubau des Container-Terminals, 2012 in Betrieb genommen

Abgesehen von Erdöl und mit Ausnahme des äthiopischen Kaffees blieben die Exporte über den Hafen Port Sudan dieselben wie um 1900. Zucker, Erdnüsse und Lebendvieh sind hinzugekommen. Die wichtigsten Abnehmerländer sind – wiederum abgesehen von Erdöl, das nach China geht – Saudi-Arabien und die Vereinigten Arabischen Emirate. Importiert werden Nahrungsmittel wie Weizen, Industrieprodukte, Chemikalien, Textilien und Hilfsgüter bei Hungersnöten, insbesondere ab Mitte der 1980er Jahre ein Großteil der Hilfslieferungen für die Operation Lifeline Sudan.
Die Umgebung der Stadt besteht aus Wüste. Trinkwasser wird in nicht ausreichender Menge über eine Pipeline aus dem Wadi Arbaat in den Bergen am Roten Meer herangeführt, daher ist seit September 2006 eine Firma mit dem Bau einer Meerwasserentsalzungsanlage beauftragt. Studien über Pipelines, die Nilwasser ableiten sollen, wurden bereits durchgeführt.
Die Tauchgründe am Roten Meer zählen zu den besten weltweit, nicht nur um das bekannte Wrack der Umbria. Allerdings ist die Infrastruktur für Bootstouren im Sudan wenig entwickelt. Touristische Badestrände sind nicht vorhanden.

## Infrastruktur
Port Sudan ist der einzige Seehafen des Landes. Die Fähre nach Dschidda, die von Mekka-Pilgern, Arbeitsmigranten und selten auch von Touristen benutzt wird, legt wie seit Jahrhunderten in Suakin ab. Auf der Bahnstrecke (Bahnhof: 19° 37′ 29″ N, 37° 12′ 46″ O) von Atbara nach Port Sudan verkehrte bis 2003 wöchentlich ein Personenzug, der für diese Strecke 24 Stunden benötigte. Bis etwa 2007 fuhr dieser Zug noch alle zwei Wochen, danach wurde die Personenbeförderung eingestellt. Ein Güterzugverkehr besteht weiterhin. Die beiden Straßenverbindungen nach Atbara und Kassala sind asphaltiert und in gutem Zustand. Der größte Teil aller Ein- und Ausfuhrgüter von und nach Khartum wird per LKW (Sattelzug kombiniert mit Anhänger) über Atbara transportiert.
Am nördlichen Stadtrand von Bur Sudan sollte die russische Marinebasis Bur Sudan gebaut werden. Die Übergangsregierung legte die Pläne im April 2021 auf Eis, teilweise auf Druck der USA. Auch nach dem Coup zögerte die Militärregierung, das Abkommen mit Russland wiederzubeleben.
In der Nähe der Stadt liegt der Verkehrsflughafen Flughafen Bur Sudan.

## Ausbildungsstätte

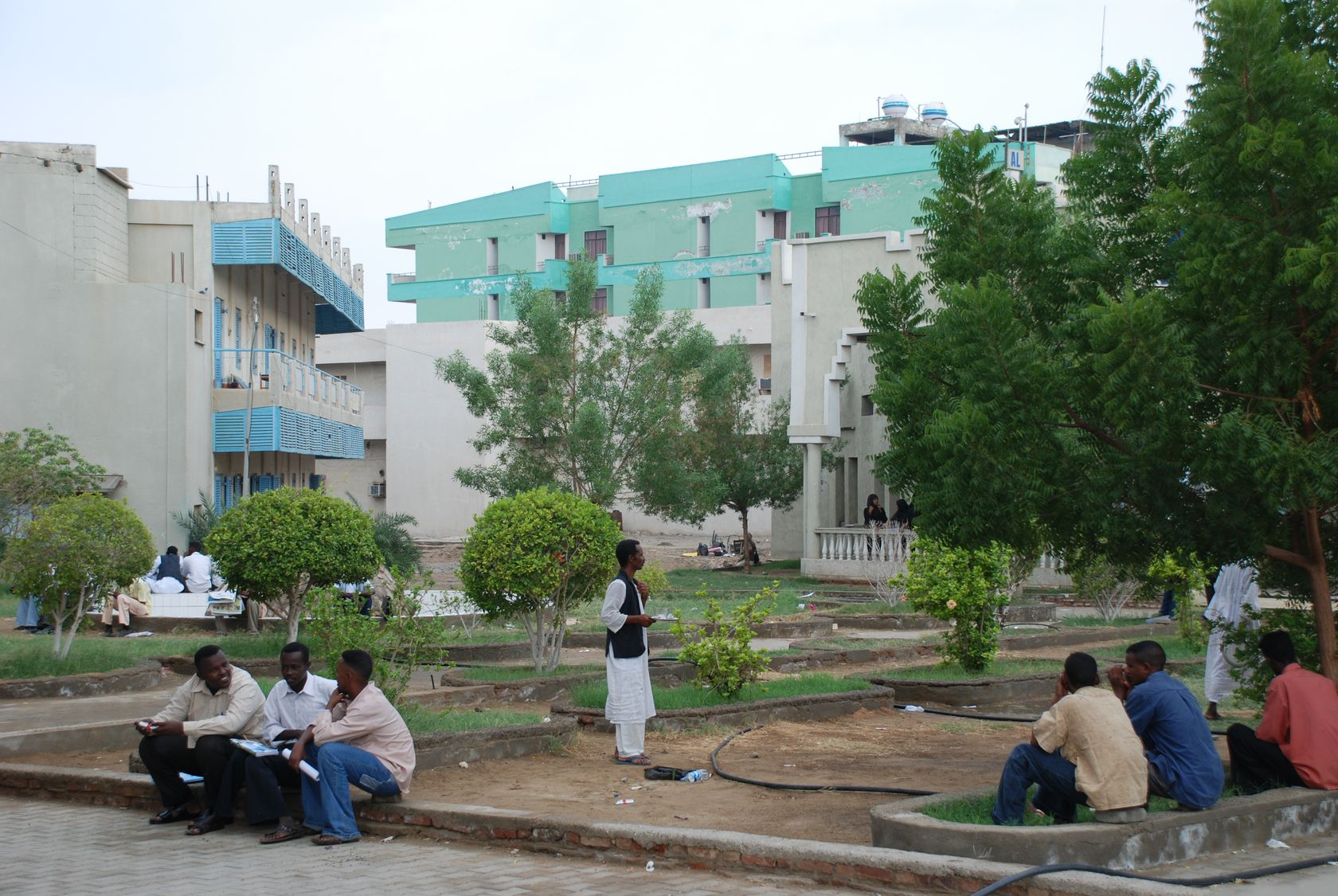
Campus der Red Sea University

Die Red Sea University (Jameat Al Bahar Al Ahmar) im Geschäftszentrum wurde 1994 gegründet und ist auf Ingenieurwissenschaften und Meeresforschung (Institute of Marine Research) spezialisiert. Sie ist neben der Universität in Kassala die einzige höhere Bildungsstätte im Osten.

## Persönlichkeiten
- Nicholas Woodeson (* 1949), britischer Schauspieler